# Ellen Serwa Nee-Whang
Ellen Serwa Nee-Whang (* 2. November 1952) ist eine ghanaische Diplomatin im Ruhestand.

## Ausbildung
- Ihr GCE Ordinary Level und Advanced Level erlangte sie an der Aburi Girls’ Senior High School.
- 1973 erwarb sie einen Abschluss in Englisch und ein Postgraduierten-Diplom der Internationalen Beziehungen an der Universität von Ghana.

## Werdegang
- 1974 trat sie in den auswärtigen Dienst ihres Landes ein.
- Von 1985 bis 1989 wurde sie an der Vertretung Ghanas in Monrovia (Liberia) als Counsellor (Botschaftsrat) tätig und mit der Leitung der Botschaftskanzlei betraut.
- Zwischen 1989 und 1993 im Außenministerium von Ghana tätig (Policy Planning and Research Bureau)
- Von 1993 bis 1997 leitete sie als Botschaftsrätin die Botschaftskanzlei an der Ständigen Vertretung von Ghana beim Büro der Vereinten Nationen in Genf.
- Von April 2000 bis November 2005 war sie Hochkommissarin  in Pretoria (Südafrika) mit gleichzeitiger Akkreditierung bei den Regierungen in Maseru (Lesotho), Antananarivo (Madagaskar), Port Louis (Mauritius), Victoria (Seychellen), Mbabane (Swasiland) und Moroni (Komoren).
- Von Januar 2006 bis Oktober 2008 arbeitete sie als leitende Beamtin im ghanaischen Außenministerium (Ministry of Foreign Affaires and Regional Integration).
- Von 2010 bis 2012 war sie als Botschafterin in Bern (Schweiz) und gleichzeitig in Wien (Österreich) akkreditiert.[1][2]